# Salute!
Salute! era una rete televisiva satellitare prodotta da Eurodigital le cui trasmissioni cominciarono il 1º febbraio 2009.
L'emittente, presente sul canale 484 della piattaforma Sky Italia, trasmetteva una programmazione tematica riguardante medicina, nutrizione, benessere psicofisico, cura estetica e lo stare in forma.
Salute! si avvaleva della consulenza scientifica di medici ed esperti noti anche a livello internazionale.
Il segnale era disponibile anche per gli italiani all'estero grazie a Rai Internazionale e ad accordi stipulati con le principali pay tv presenti in America. Era previsto anche l'arrivo delle trasmissioni anche in alcuni paesi dell'Oceania.
Le trasmissioni sono cessate il 23 marzo 2010.